# Alcantarilha
Alcantarilha é uma vila portuguesa que foi sede da extinta Freguesia de Alcantarilha do Município de Silves, freguesia que tinha 19,54 km² de área e 2 540 habitantes (2011), tendo, por isso, uma densidade populacional de 130 hab./km², o que lhe permitia ser classificada como uma Área de Baixa Densidade (portaria 1467-A/2001)..

A Freguesia de Alcantarilha foi extinta e agregada à freguesia de Pêra, criando-se a União das freguesias de Alcantarilha e Pêra.
A povoação de Alcantarilha foi elevada à categoria de vila pela Lei nº 81/99 de 30 de Junho.
Alcantarilha deriva do árabe Al-kantar que significa "a ponte".

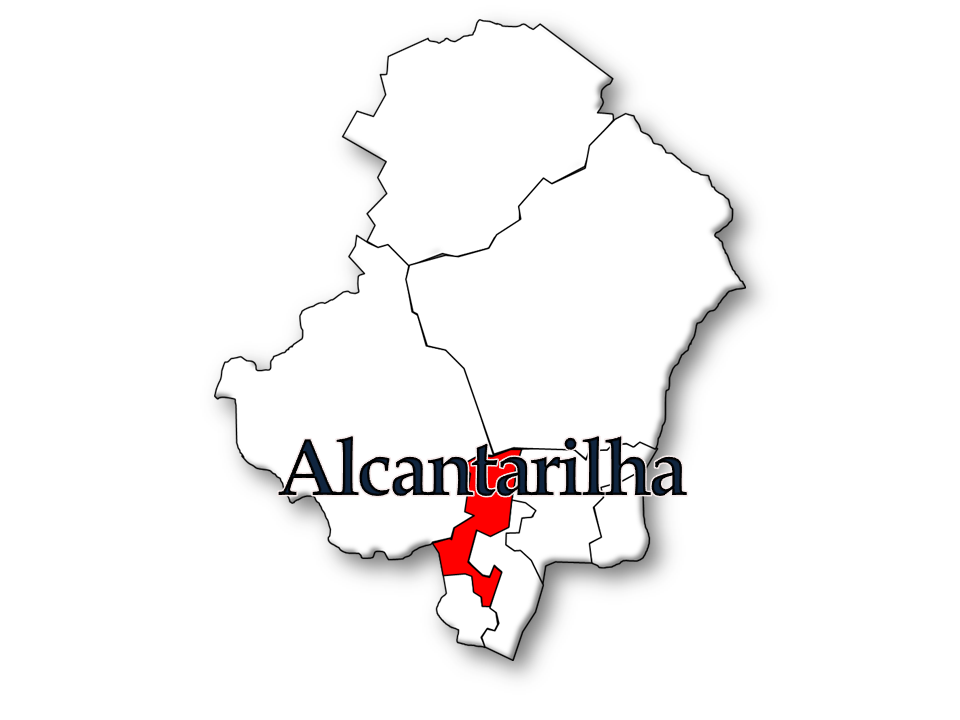
Localização da Freguesia de Alcantarilha no Município de Silves

## População
| População da freguesia de Alcantarilha | População da freguesia de Alcantarilha | População da freguesia de Alcantarilha | População da freguesia de Alcantarilha | População da freguesia de Alcantarilha | População da freguesia de Alcantarilha | População da freguesia de Alcantarilha | População da freguesia de Alcantarilha | População da freguesia de Alcantarilha | População da freguesia de Alcantarilha | População da freguesia de Alcantarilha | População da freguesia de Alcantarilha | População da freguesia de Alcantarilha | População da freguesia de Alcantarilha | População da freguesia de Alcantarilha |
| -------------------------------------- | -------------------------------------- | -------------------------------------- | -------------------------------------- | -------------------------------------- | -------------------------------------- | -------------------------------------- | -------------------------------------- | -------------------------------------- | -------------------------------------- | -------------------------------------- | -------------------------------------- | -------------------------------------- | -------------------------------------- | -------------------------------------- |
| 1864                                   | 1878                                   | 1890                                   | 1900                                   | 1911                                   | 1920                                   | 1930                                   | 1940                                   | 1950                                   | 1960                                   | 1970                                   | 1981                                   | 1991                                   | 2001                                   | 2011                                   |
| 3 277                                  | 3 903                                  | 3 942                                  | 4 606                                  | 4 355                                  | 4 183                                  | 4 417                                  | 2 562                                  | 3 235                                  | 2 660                                  | 2 298                                  | 2 243                                  | 2 365                                  | 2 347                                  | 2 540                                  |

;             
;

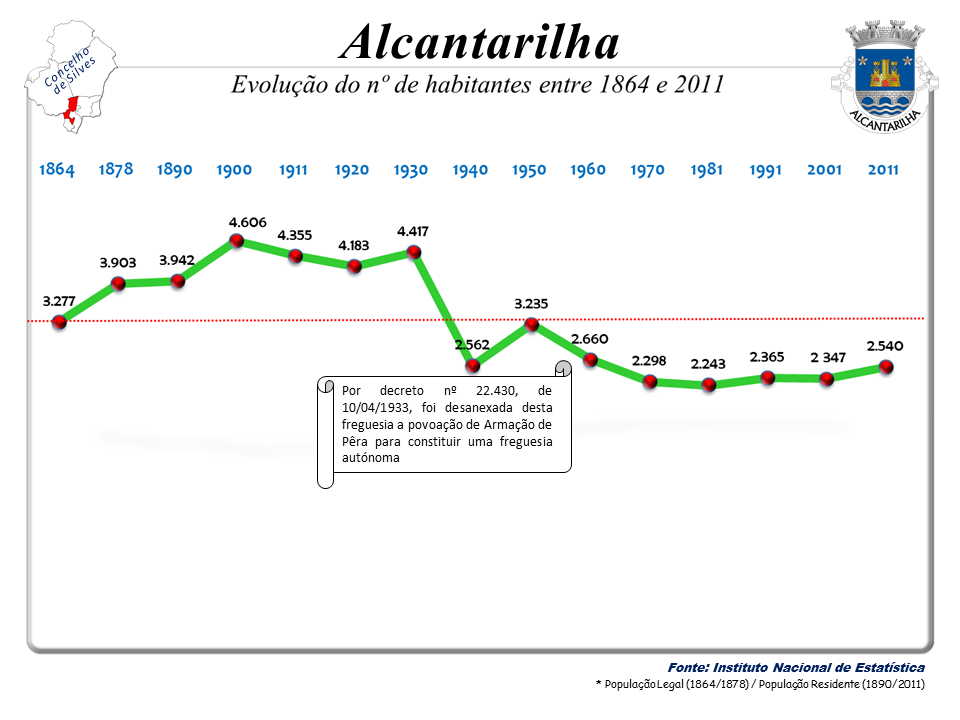
Evolução da População 1864 / 2011

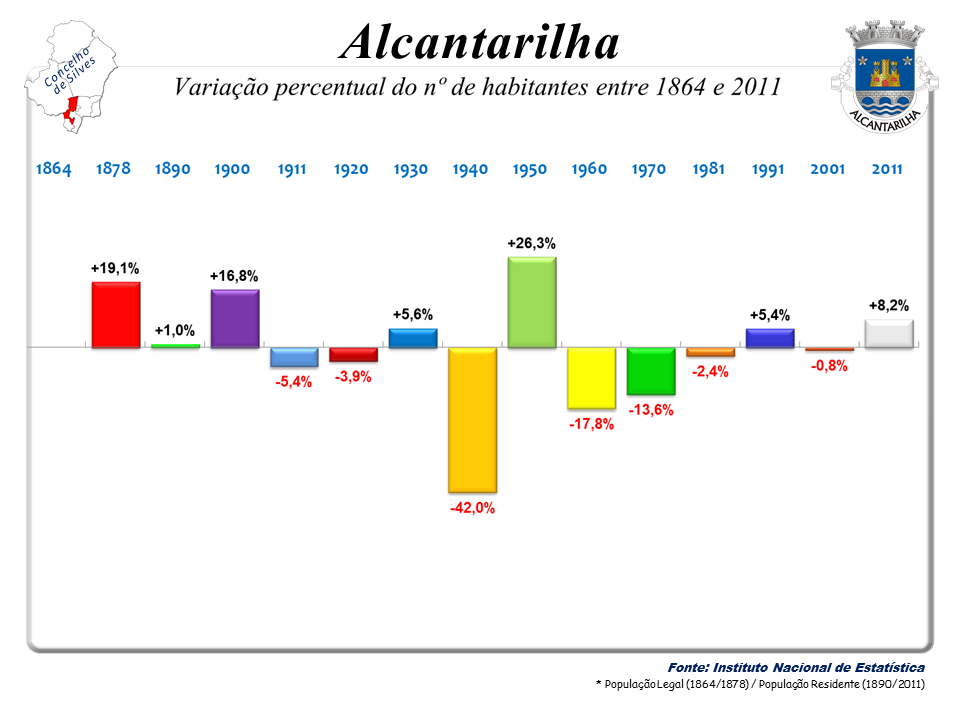
Variação da População 1864 / 2011

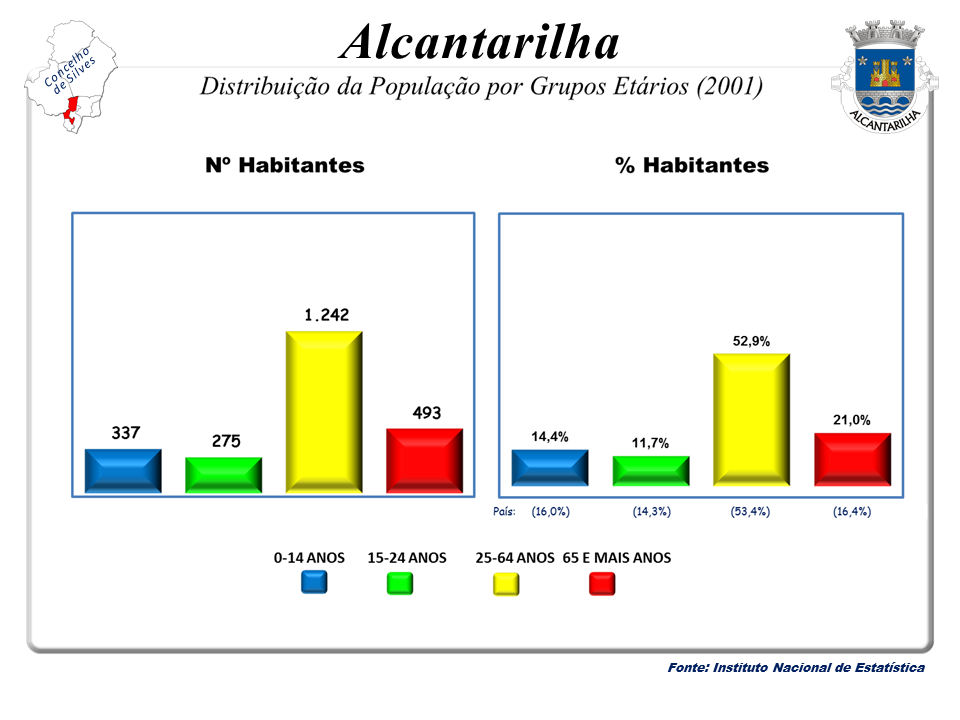
A População em 2001

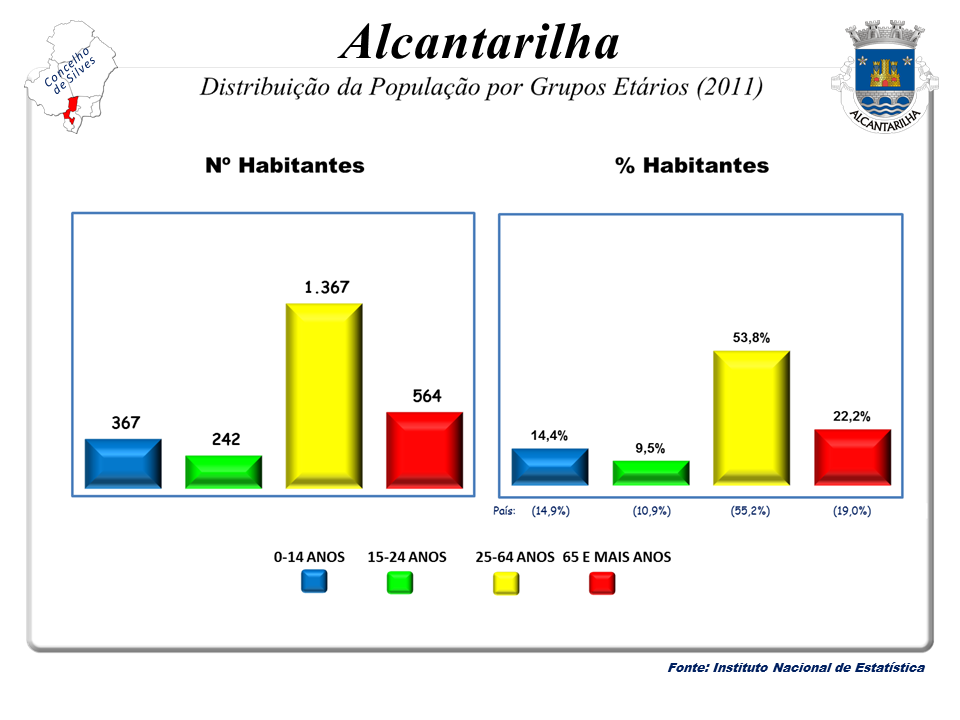
A População em 2011

Por decreto nº 22.430, de 10/04/1933, foi desanexada desta freguesia a povoação de Armação de Pêra para constituir uma freguesia autónoma

## Património
- Castelo de Alcantarilha
- Solar dos Mascarenhas Marreiros Leite
- Igreja Paroquial de Alcantarilha ou Igreja de Nossa Senhora da Conceição

## Personalidades ilustres
- Barão de Alcantarilha

## Transportes
A localidade é servida pela estação ferroviária de Alcantarilha.